# Marisa Paredes
Marisa Paredes, vlastním jménem María Luisa Paredes Bartolomé (3. dubna 1946 Madrid – 17. prosince 2024 Madrid), byla španělská herečka. Je známá rolemi ve filmech Pedra Almodóvara.

## Životopis
Paredes byla dvakrát nominovaná na cenu Goya: 1988 jako nejlepší herečka ve vedlejší roli ve filmu Cara de acelga, 1996 za hlavní roli ve filmu Květ mého tajemství (La flor de mi secreto). V roce 2000 byla na Berlinale členkou poroty.
Jejím manželem byl režisér a scenárista Antonio Isasi-Isasmendi. Jejich dcera María Isasi je také herečka.

## Filmografie (výběr)
- 1962: Gritos en la noche
- 1968: Réquiem para el gringo
- 1980: Ópera prim
- 1983: Entre tinieblas
- 1991: Tacones lejanos
- 1995: La flor de mi secreto
- 1996: Cronaca di un amore violato
- 1997: La vita è bella
- 1998: Talk of Angels
- 1999: Vše o mé matce Todo sobre mi madre
- 1999: El Coronel no tiene quien le escriba
- 2001: El Espinazo del diablo
- 2005: Reinas
- 2006: Four Last Songs
- 2011: La piel que habito
- 2012: Linhas de Wellington